# Parectopa refulgens
Parectopa refulgens är en fjärilsart som beskrevs av Edward Meyrick 1915. Parectopa refulgens ingår i släktet Parectopa och familjen styltmalar.
Artens utbredningsområde är Ecuador. Inga underarter finns listade i Catalogue of Life.